# 宮負潤
宮負 潤（みやおい じゅん、3月4日 - ）は、日本の男性声優。千葉県出身。パワー・ライズ所属。

## 人物
趣味・特技はア・カペラ、テニス。

## 出演

### ゲーム
2010年代
- プロ野球オーナーズリーグ（2010年、審判）
- アルカディアコード（2014年、ブルース）
- キスベスX（2014年）
- 宵夜森ノ姫（2015年、アルノルト）
- モンスターストライク（2016年 - 2025年、アンデッド・ロンロン、紂王、酒池肉林、ゲイボルグ、ヤマタノオロチ、エデン〈弟〉、豊臣秀吉、バアル、サブナック、黄泉、コン・ブリオ、ブルーマンデー、シェイクスピア、光源氏、ケビン緑川、オベロン、ワイヤード、雨中人、山南敬助）
- 白猫プロジェクト（2018年、黄泉）

2020年代
- 共闘ことばRPG コトダマン（2020年、黄泉、エデン〈アダム〉）
- 八剱伝Switch版（2024年、北丞氏政）

### ドラマCD
- ご惑星接近（中林ガツヤ）

### 吹き替え

#### 映画
- キンダーフィルムフェスティバル「サンドマン」（教授）
- シャークパスVSプテラクーダ

### 特撮
- 獣電戦隊キョウリュウジャー（2013年、ゾーリ魔の声）
- 劇場版 獣電戦隊キョウリュウジャー ガブリンチョ・オブ・ミュージック（2013年）
- 烈車戦隊トッキュウジャー（2014年、クローズの声）
- 烈車戦隊トッキュウジャーVS仮面ライダー鎧武 春休み合体スペシャル（2014年、インベスの声）
- 烈車戦隊トッキュウジャー THE MOVIE ギャラクシーラインSOS（2014年、クローズの声）
- 手裏剣戦隊ニンニンジャー（2015年、ヒトカゲラの声）

### オーディオブック
- 60分でわかる リア王（ケント伯）
- 60分でわかる あらし・テンペスト（語り手）
- 60分でわかる 十二夜（進化、紳士）

### ボイスドラマ
- 官能カレシ〜ショタ〜
- 官能カレシ〜知らない男〜
- 秘め事カレシ〜王子様〜
- 秘め事カレシ〜ワーキング〜

### ラジオ
- ちょこっと声優ラジオ（アシスタント）

### CM
- 大正製薬 漢方胃腸薬
- ボイスドラマ 光透の定理（玉縄新九郎）
- ボイスドラマ ホーンテッドキャンパス（黒沼部長）

### 動画
- 声優×TRPG
  - りゅうたまプレイ動画（マルコ=ヤキーノ）
  - Oh, My Dad!!（コック）
- モンスト公式チャンネル
  - スゴ技! 声優に言ってもらってみた!ボイスラッシュ!モンストキャラのボイスを連続披露!
  - ホワイトデー特別企画：モンスト トゥインクルハート〜君の瞳にストライク〜（黄泉、光源氏 他）

### ナレーション
- ECC外語学院×よしもと芸人コラボ企画【どどど、どうする!?】
- カンカンTube_Korean Embassy Official【今月のカケハシ】
- 平和記念展示in千葉 イベント内ナレーション

### その他コンテンツ
- Auto desk 2Dの解析（剣持君）
- その時、現場で「困った!」と言わないために。（作業員）
- パチスロ烈火の炎 Flame of Recca（ジョーカー）
- 三井住友DSアセットマネジメント様Youtube内キャラクター（コツコツ君）